# Свети Йоан Предтеча Митрополитски
„Свети Йоан Предтеча“ (на гръцки: Άγιος Ιωάννης ο Πρόδρομος, Агиос Йоанис о Продромос) е средновековна православна църква в град Костур (Кастория), Егейска Македония, Гърция.

## Местоположение
Църквата е разположена на площад „Омония“. Принадлежи към Митрополитската енория.

## История
Няма запазен надпис, по който да се датира изписването на църквата, но по стила и изработката стенописите се отнасят към втората половина на XIV век. Към същата епоха отнасят строителството на храма и използваните декоративни елементи.
През османско време църквата е превърната в джамия, наричана Али бей джамия или Будором (Продром) джамия.
Храмът е реставриран през 50-те години на XX век.
Храмът е обявен в 1970 година за паметник на културата.

## Архитектура
Църквата е малка еднокорабна базилика с дървен покрив. Изградена е от ломени камъни, със спойка кал, което вече не си личи след реставрацията от XX век. Отличава се с хармоничност на формите.

## Стенописи
В храма са запазени няколко стенописи на източната стена. Забележителни са Света Богородица Ширшая небес в конхата на апсидата и служещите йерарси под нея. В лявата част на източната стена е сцената Благовещение, а в дясната - Зачатие на Света Ана. По-високо, на фронтона е запазена сцената Възнесение Господне. Отвън на същото място на фронтона е Дейсис.
- Стенописи